# Синец (Рязанская область)
Синец — деревня в Рязанском районе Рязанской области. Входит в состав Турлатовского сельского поселения.

## География
Находится в северо-западной части Рязанской области на расстоянии приблизительно 13 км на юг-юго-восток по прямой от вокзала станции Рязань I.

## История
На карте 1850 года отмечена как поселение с 6 дворами. В 1859 году здесь (тогда деревня Рязанского уезда Рязанской губернии) было учтено 10 дворов, в 1897— 15.

## Население
Численность населения: 73 человека (1859 год), 122 (1897), 13 в 2002 году (русские 77 %), 12 в 2010.